# Johannes Coler

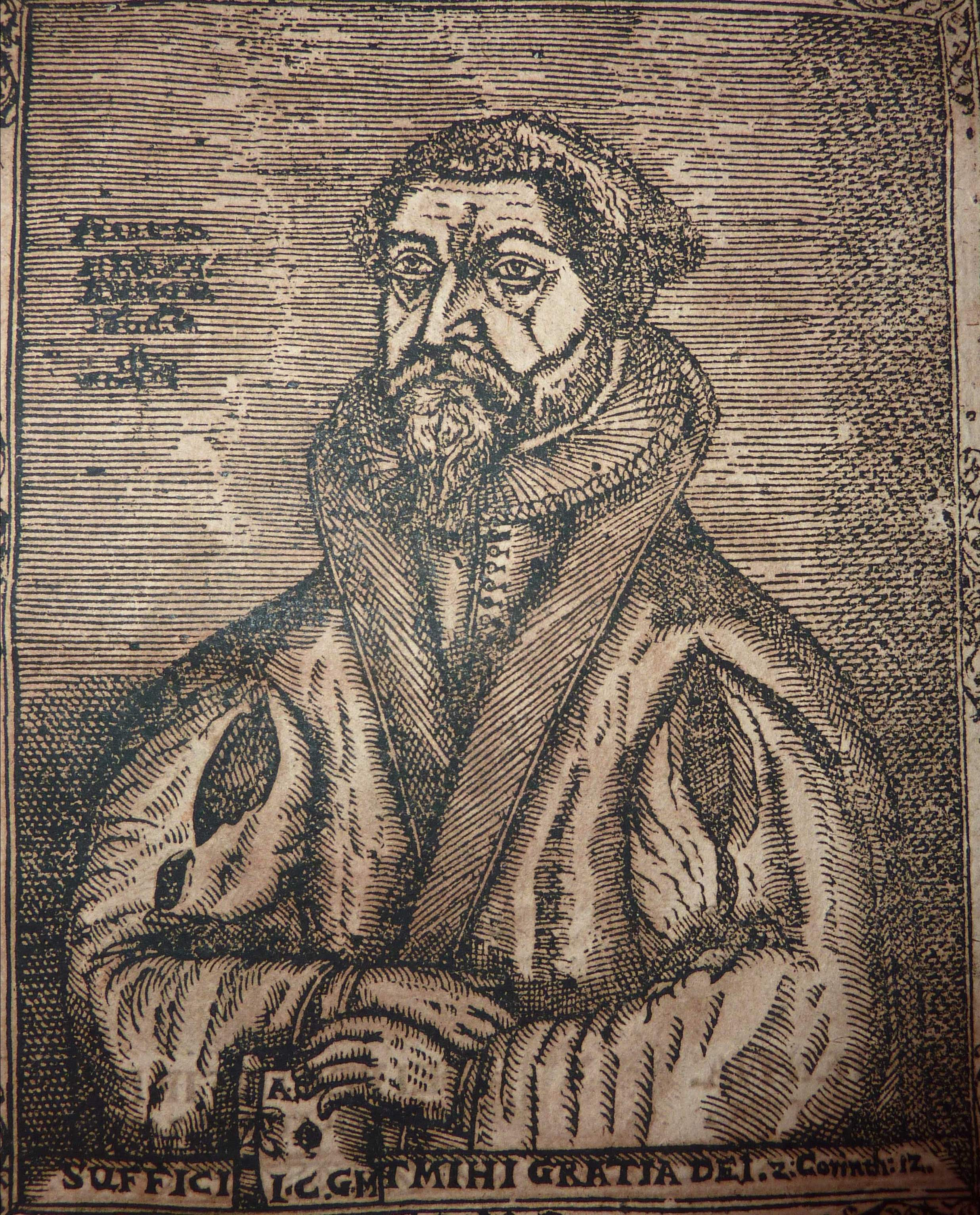
Porträt von Johann Coler, 1619

Johannes Coler bzw. Johann Coler, latinisiert Johannes Colerus (* 19. September 1566 in Adelsdorf bei Goldberg/Schlesien; † 23. Oktober 1639 in Parchim), war ein deutscher protestantischer Pfarrer, Laienmediziner und wichtigster Vertreter der frühen Hausväterliteratur.

## Leben
Johann(es) Coler war der Sohn des Theologen Jacob Coler (Mecklenburgischer Superintendent zu Güstrow und Konsistorialrat in Rostock) und wuchs ab 1577 in Berlin auf. Nach dem Studium der Evangelischen Theologie in Frankfurt (Oder) und Rostock, wo er zum Magister promoviert wurde, lebte Coler als Prediger in Doberan und Parchim.

## Werk
Er fasste die von seinem Vater gesammelten Schriften, insbesondere dessen von Jugend auf gesammelte Observationes in rebus oeconomicis, zusammen und ordnete sie zu einem immerwährenden Kalender (Erstausgabe: Wittenberg 1591), der auch gesundheitliche Ratschläge enthält. Später überarbeitete er die Schriften seines Vaters und gab sie zwischen 1593 und 1601 als sechsteilige Oeconomia oder Hausbuch heraus. Die Gesamtausgabe erschien im 17. Jahrhundert vierzehn Mal und wurde auch in andere Sprachen übersetzt. Seine Schriften umfassen nicht nur landwirtschaftliche Ratschläge (zu Themen wie Fischfang, Gartenbau …) und Rezeptsammlungen (Bierbrauen, Brotbacken und Kochrezepte) sowie Rezepte (medikamentöse Therapien) zur Behandlung von Augenerkrankungen, sondern auch Verhaltensregeln. Diese Verhaltensregeln waren sehr lutherisch geprägt und wurden, nach seinem Tod, in späteren Ausgaben verändert. Sein Werk gibt heute einen umfassenden Überblick über das Leben vor dem Dreißigjährigen Krieg.

## Schriften (Auswahl)
- Calendarium oeconomicum et perpetuum. 1592.
- Opus oeconomicum. 1593
- Oeconomia ruralis et domestica oder Haußbuch. 1604 (Zusammenfassung der beiden vorgenannten Schriften), erschienen bis ins 18. Jahrhundert in 14 Auflagen.
- M. Johannis Coleri Ander Theil zum Calendario gehörig ...von vornehem großen Haußhaltungen.... Paul Helwigen, Wittenberg 1607 (Digitalisat)
- Oeconomia, ruralis et domestica. Band 1, Mainz 1645 (Digitalisat)